# VCSEL

Diagrama d'una estructura VCSEL simple.

Una estructura de dispositiu VCSEL realista. Aquest és un VCSEL de múltiples pous quàntics que emet fons.

El làser d'emissió de superfície de cavitat vertical (amb acrònim anglès VCSEL) és un tipus de díode làser semiconductor amb emissió de raig làser perpendicular des de la superfície superior, al contrari dels làsers semiconductors convencionals que emeten per la vora, que emeten des de superfícies formades en escindir el xip individual de l'oblia. Els VCSEL s'utilitzen en diversos productes làser, com ara ratolins d'ordinador, comunicacions de fibra òptica, impressores làser, identificació facial i ulleres intel·ligents.
Hi ha diversos avantatges per produir VCSEL, en contrast amb el procés de producció de làsers d'emissió de vores. Els emissors de vora no es poden provar fins al final del procés de producció. Si l'emissor de vora no funciona correctament, ja sigui per mals contactes o per mala qualitat de creixement del material, el temps de producció i els materials de processament s'han perdut. Tanmateix, els VCSEL es poden provar en diverses etapes al llarg del procés per comprovar la qualitat del material i els problemes de processament. Per exemple, si les vies, les connexions elèctriques entre les capes d'un circuit, no s'han netejat completament del material dielèctric durant el gravat, un procés de prova provisional indicarà que la capa metàl·lica superior no està en contacte amb la capa metàl·lica inicial. A més, com que els VCSEL emeten el feix perpendicular a la regió activa del làser en lloc de paral·lel com amb un emissor de vora, desenes de milers de VCSEL es poden processar simultàniament en una oblia d'arsenur de gal·li de tres polzades. A més, tot i que el procés de producció de VCSEL requereix més mà d'obra i material, el rendiment es pot controlar amb un resultat més previsible.
El ressonador làser consta de dos miralls reflectors Bragg (DBR) distribuïts paral·lels a la superfície de l'oblia amb una regió activa formada per un o més pous quàntics per a la generació de llum làser entremig. Els miralls planars DBR consisteixen en capes amb índexs de refracció alts i baixos alternatius. Cada capa té un gruix d'una quarta part de la longitud d'ona del làser en el material, produint reflectivitats d'intensitat superiors al 99%. Calen miralls d'alta reflectivitat als VCSEL per equilibrar la curta longitud axial de la regió de guany.